# Düppeler Mühle

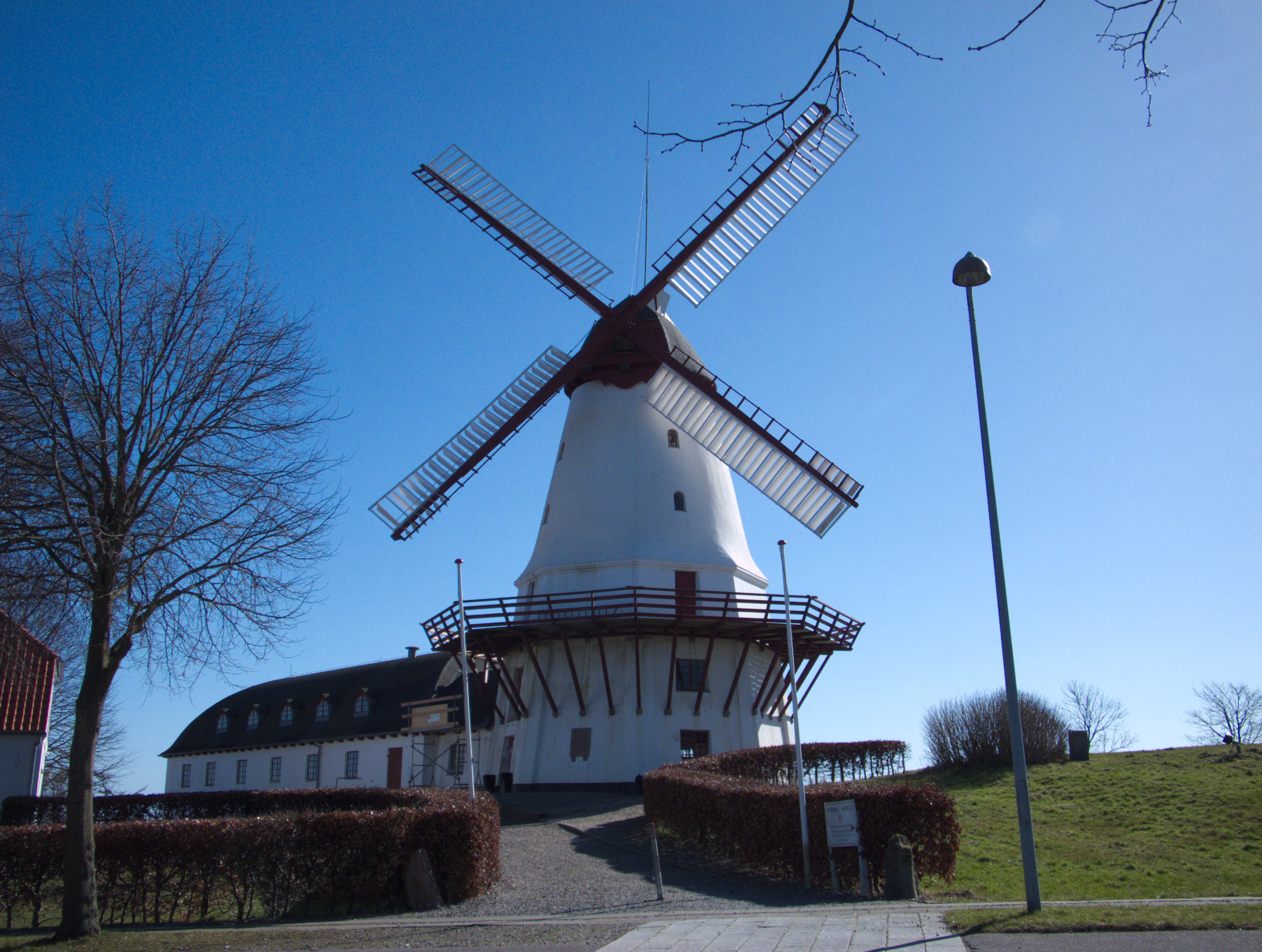
Düppeler Mühle im Jahr 2015

Die Düppeler Mühle (dänisch Dybbøl Mølle) ist eine 1744 gebaute und nach wiederholten Zerstörungen mehrfach wiedererrichtete Holländerwindmühle an den Düppeler Schanzen in der Nähe der dänischen Stadt Sønderborg (deutsch: Sonderburg). Wegen ihrer strategischen Bedeutung in zwei Kriegen und ihrer Rolle in der wechselvollen Geschichte Nordschleswigs gilt sie als dänisches Nationalsymbol. Sie war bis 1990 in Betrieb und wird seit 1995 als Museum genutzt, in dem die Geschichte und Technik der Mühle dokumentiert sowie Gegenstände aus den Kriegen von 1848 bis 1851 und von 1864 gezeigt werden.

## Geschichte

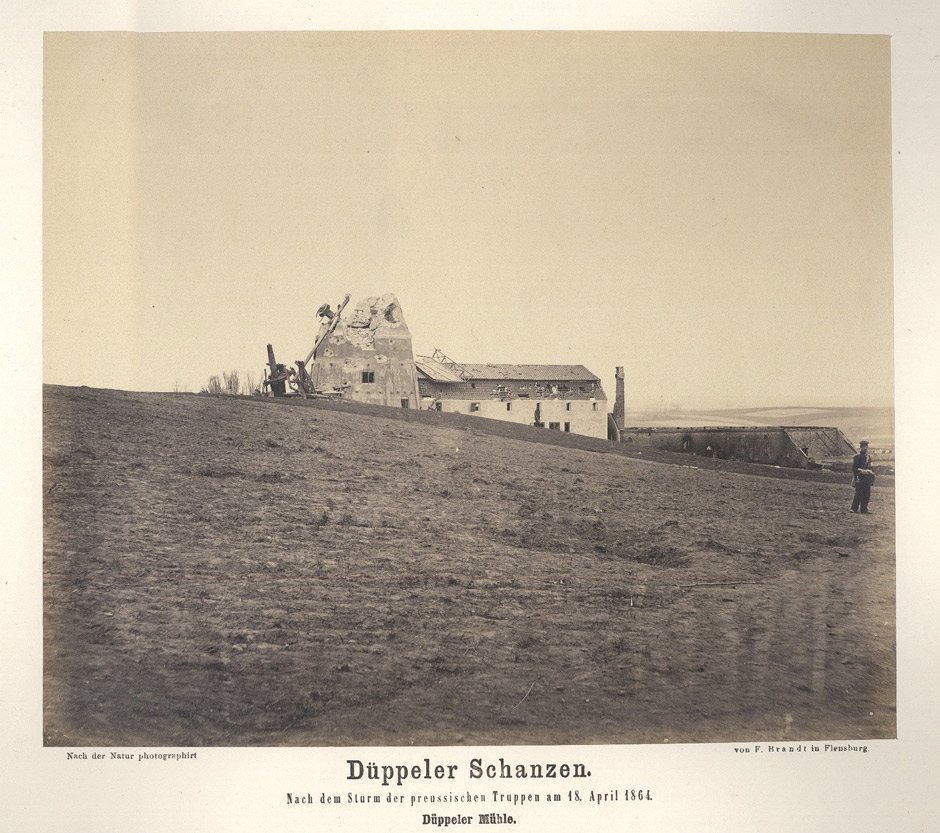
Blick auf die Mühle nach ihrer Zerstörung im April 1864

Die erste Mühle von Düppel wurde 1744 aus Holz gebaut. Nachdem sie 1800 infolge eines Blitzeinschlags niedergebrannt war, wurde sie zum ersten Mal neu errichtet. Auch während des Schleswig-Holsteinischen Krieges von 1848 bis 1851 und des Deutsch-Dänischen Krieges von 1864 wurde die Mühle wegen ihrer Lage im Zentrum der Kämpfe im April 1849 und im April 1864 zerstört, nach beiden Kriegen aber wieder aufgebaut. Im Krieg von 1864 übermittelte das dänische Militär durch die Stellung der Mühlenflügel Nachrichten an die auf der Insel Alsen stationierten Truppen.
Wegen eines Kurzschlusses brannte sie 1935 ab. Das 1936 aus Backstein errichtete fünfte Mühlengebäude war 1937 Motiv einer dänischen Wohlfahrtsmarkenserie. Die Mühle war bis 1990 in Betrieb und wird seit 1995 als Museum genutzt. Im Jahr 2009 wurde die Mühlenanlage für 5,5 Millionen Dänische Kronen aus Mitteln des A.P. Møller og Hustru Chastine Mc-Kinney Møllers Fond, der privaten Stiftung des dänischen Reeders Mærsk Mc-Kinney Møller und seiner Frau, grundlegend renoviert.

## Museum und Gedenkstätte

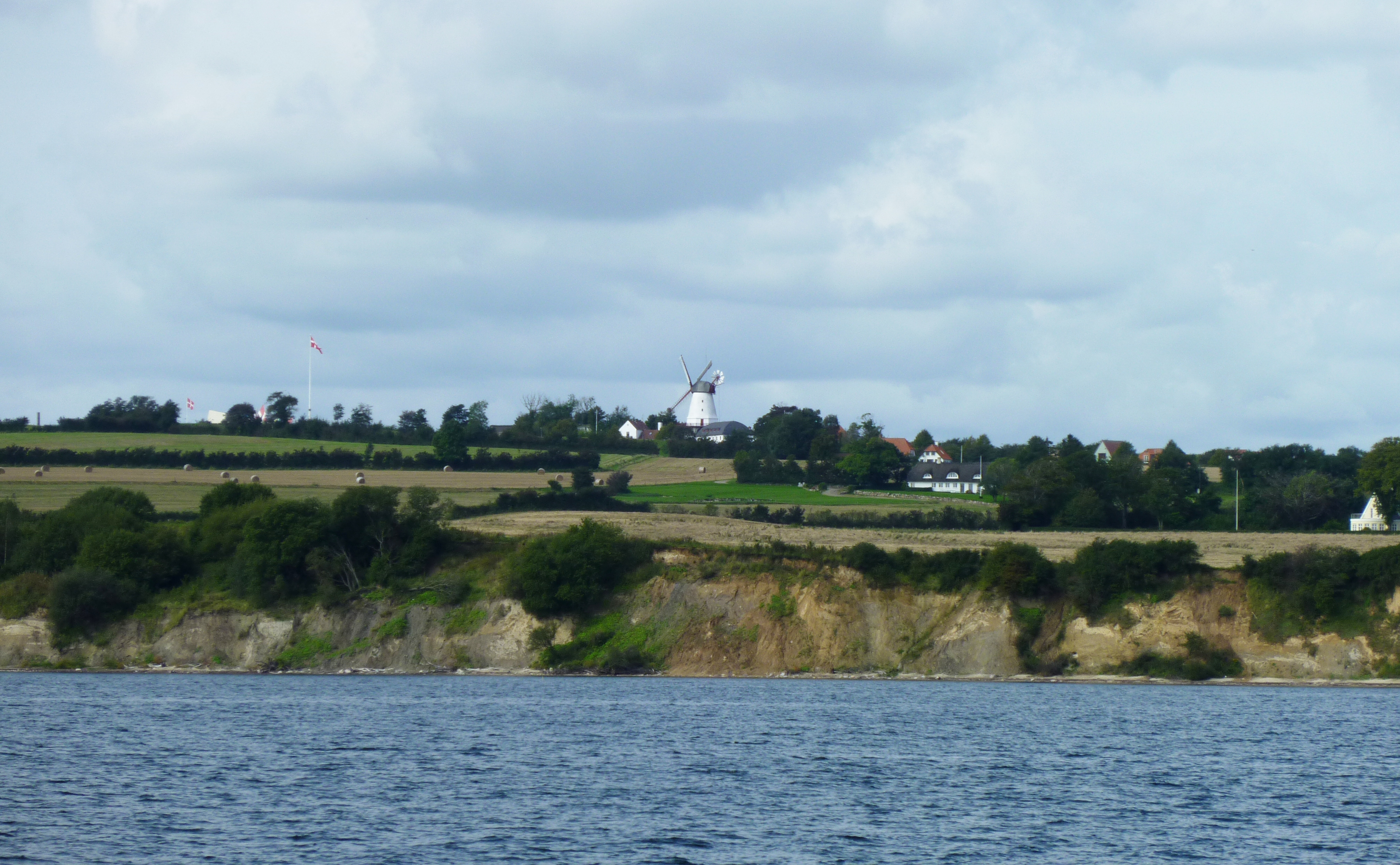
Düppeler Anhöhe

In der Ausstellung des Museums, das außer der Düppeler Mühle auch den zugehörigen Getreidespeicher umfasst, werden in mehreren Räumen durch Zeichnungen und Photos die Geschichte und Technik der Mühle sowie ihre Bedeutung als dänisches Nationalsymbol veranschaulicht und Uniformen, Waffen und andere Gegenstände aus den Kriegen von 1848 bis 1851 sowie von 1864 gezeigt. Das Museum wird jährlich von rund 50.000 Menschen besucht. Die Gesamtanlage der Düppeler Schanzen, zu der die Mühle gehört, ist eine durch staatliche Flächenankäufe und ein Bebauungsverbot geschützte nationale Gedenkstätte.
Im Umfeld der Mühle befinden sich außerdem mehrere Denkmale für die Gefallenen des Krieges von 1864 und mit dem Historiecenter Dybbøl Banke ein Geschichtszentrum, in dem die Vorgeschichte, der Verlauf und die Auswirkungen des Krieges dokumentiert werden, sowie im Schloss Sonderburg ein Museum zur Geschichte Südjütlands und Nordschleswigs. Auch der Gendarmstien, ein etwa 74 Kilometer langer Wanderweg, der dem ehemaligen Pfad zur Überwachung der Landesgrenze durch die dänische Grenzgendarmerie folgt, verläuft in der Nähe der Mühle.